# El Asintal
El Asintal es un municipio del departamento de Retalhuleu en la región sur-occidente de la República de Guatemala. El municipio tiene una extensión territorial de 112 km². En el se encuentra uno de los patrimonios de la humanidad en Guatemala, Takalik Abaj. 
Tras la Reforma Liberal de 1871, estuvo integrado al municipio de «Morazán», el cual fue creado como tal en 1881, aunque luego fue convertido en el municipio de «Franklin» en 1882.

## División política
| Categoría          | Listado |
| ------------------ | --- |
| Cabecera municipal | El Asintal |
| Aldeas             | El Xab, Sibaná y Nil Chiquito. |
| Barrios            | San José, El Xab |
| Cantones           | El Centro, La Cuchilla, Concepción Nil |
| Colonias           | Santa Elena, El Abrigo (zona 2), España, San Rafael, San Carlos. |
| Fincas             | - Matasano - Monte Eliseo - San Elías - Buenos Aires - San Nicolás - San Isidro - Guadalupe - Dolores - Santa Margarita - Chácara - Aurora Castillo - Aurora Villagrán - Santa Fe - Palmera - Santa Rita - El Silencio - El Salvador - El Olivo |
| Cantones           | Dolores, Paraje Nil, San Ramón y El Centro |

Las aldeas Xab y Sibaná son las más extensas y se encuentran sectorizadas.

## Geografía física

### Ubicación geográfica
La cabecera municipal se encuentra a 190 km de la Ciudad de Guatemala y a 11 km de la cabecera departamental. Sus colindancias son:
- Norte: Colomba Costa Cuca, municipio del departamento de Quetzaltenango
- Este: Nuevo San Carlos, municipio del departamento de Retalhuleu
- Sur: Retalhuleu, municipio y cabecera del departamento de Retalhuleu
- Oeste: Génova, municipio del departamento de Quetzaltenango[3]

|               | Norte: Colomba Costa Cuca |                        |
| Oeste: Génova |                           | Este: Nuevo San Carlos |
|               | Sur: Retalhuleu           |                        |

## Gobierno municipal
Los municipios se encuentran regulados en diversas leyes de la República, que establecen su forma de organización, lo relativo a la conformación de sus órganos administrativos y los tributos destinados para los mismos.  Aunque se trata de entidades autónomas, se encuentran sujetos a la legislación nacional y las principales leyes que los rigen desde 1985 son:
| N.º | Ley                                                | Descripción |
| --- | -------------------------------------------------- | --- |
| 1   | Constitución Política de la República de Guatemala | Tiene una regulación legal específica para los municipios en los artículos 253 al 262. |
| 2   | Ley Electoral y de Partidos Políticos              | Ley de carácter constitucional aplicable a los municipios en el tema de la conformación de sus autoridades electas. |
| 3   | Código Municipal                                   | Decreto 12-2002 del Congreso de la República de Guatemala. Tiene la categoría de ley ordinaria y contiene preceptos generales aplicables a todos los municipios, e inclusive contiene legislación referente a la creación de los municipios.             |
| 4   | Ley de Servicio Municipal                          | Decreto 1-87 del Congreso de la República de Guatemala. Regula las relaciones entra la municipalidad y los servidores públicos en materia laboral. Tiene su base constitucional en el artículo 262 de la constitución que ordena la emisión de la misma. |
| 5   | Ley General de Descentralización                   | Decreto 14-2002 del Congreso de la República de Guatemala. Regula el deber constitucional del Estado, y por ende del municipio, de promover y aplicar la descentralización y desconcentración económica y administrativa.                                |

El gobierno de los municipios está a cargo de un Concejo Municipal mientras que el código municipal —ley ordinaria que contiene disposiciones que se aplican a todos los municipios— establece que «el concejo municipal es el órgano colegiado superior de deliberación y de decisión de los asuntos municipales […] y tiene su sede en la circunscripción de la cabecera municipal»; el artículo 33 del mencionado código establece que «[le] corresponde con exclusividad al concejo municipal el ejercicio del gobierno del municipio».
El concejo municipal se integra con el alcalde, los síndicos y concejales, electos directamente por sufragio universal y secreto para un período de cuatro años, pudiendo ser reelectos.
Existen también las Alcaldías Auxiliares, los Comités Comunitarios de Desarrollo (COCODE), el Comité Municipal del Desarrollo (COMUDE), las asociaciones culturales y las comisiones de trabajo. Los alcaldes auxiliares son elegidos por las comunidades de acuerdo a sus principios y tradiciones, y se reúnen con el alcalde municipal el primer domingo de cada mes, mientras que los Comités Comunitarios de Desarrollo y el Comité Municipal de Desarrollo organizan y facilitan la participación de las comunidades priorizando necesidades y problemas.

## Economía
El 60% de la población tiene escasos recursos económicos y su actividad laboral es la agricultura y ganadería.